# Eutelsat S.A.
Eutelsat S.A. är en europeisk satellitoperatör. Omfattande täckning över hela den europeiska kontinenten, Mellanöstern, Afrika, Asien och Amerika är världens tredje största satellitoperatör när det gäller intäkter.